# Hermann Deichfuß
Hermann Deichfuß (* 19. März 1962 in Frankenthal) ist ein deutscher Jurist. Er ist seit 2013 Richter am Bundesgerichtshof.

## Leben
Nach Abschluss seiner juristischen Ausbildung trat Deichfuß 1993 in den Justizdienst des Landes Baden-Württemberg ein. Während seiner Proberichterzeit war er beim Landgericht und bei der Staatsanwaltschaft Mannheim eingesetzt. 1996 wurde er zum Richter am Landgericht Mannheim ernannt. Den Schwerpunkt seiner richterlichen Tätigkeit bildeten schon beim Landgericht der gewerbliche Rechtsschutz, das Patent- und Urheberrecht, sowie das Kartellrecht. Auch während seiner dreijährigen Abordnung an den Bundesgerichtshof in den Jahren 1998 bis 2001 war er als wissenschaftlicher Mitarbeiter dem Kartellsenat zugewiesen. Nach seiner Beförderung zum Richter am Oberlandesgericht Karlsruhe im Jahr 2002 gehörte er u. a. als stellvertretender Vorsitzender dem für den gewerblichen Rechtsschutz sowie das Patent- und Kartellrecht zuständigen Zivilsenat an. Er war zudem viele Jahre Mitglied des Anwaltsgerichtshofs Baden-Württemberg. Mit Aufnahme seiner Tätigkeit beim Bundesgerichtshof zum Jahresbeginn 2013 hat ihn das Präsidium dem für das Patent-, Gebrauchsmuster- und Reisevertragsrecht zuständigen X. Zivilsenat zugewiesen. Seit dem 7. November 2022 ist er zum stellvertretenden Vorsitzenden des X. Zivilsenats bestellt.

## Veröffentlichungen (Auswahl)
- Abstammungsrecht und Biologie, Dissertation, Universität Mannheim (1991)
- Zur Frage der Einführung eines Ehelichkeitsanfechtungsrechts der Mutter, FuR 1991, 275
- Kostenverteilung im kartellverwaltungsrechtlichen Beschwerde- und Rechtsbeschwerdeverfahren, BB 2000, 469
- Der Zusammenschluß durch Anteilserwerb nach der 6. GWB-Novelle, WuW 2000, 834
- Das Verbot der Beteiligung eines Rechtsanwalts an mehreren Sozietäten – verfassungsgemäß? Anwaltsblatt 2001, 645
- Die Beiladung im kartellverwaltungsgerichtlichen Verfahren, WRP 2006, 862
- Zur Geltung des Abstraktionsprinzips im Urhebervertragsrecht, in: Markus Grosch/Eike Ullmann (Hrsg.) Gewerbliche Schutzrechte und ihre Durchsetzung, Festschrift für Tilman Schilling zum 70. Geburtstag am 29. Juli 2007, Carl Heymanns Verlag Köln u. a. (2007), 73
- Die Beschwerde Dritter gegen die Freigabe eines Zusammenschlussvorhabens, WRP 2008, 1397
- Die Rechtsprechung der Instanzgerichte zum kartellrechtlichen Zwangslizenzeinwand nach „Orange-Book-Standard“, WuW 2012, 1156
- Die Antwortpflicht des Abgemahnten und § 146 PatG, in: Wolfgang Büscher, Willi Erdmann, Maximilian Haedicke, Helmut Köhler, Michael Loschelder (Hrsg.) Festschrift für Joachim Bornkamm zum 65. Geburtstag, C. H. Beck, München (2014), 1025
- Rechtsdurchsetzung unter Wahrung der Vertraulichkeit von Geschäftsgeheimnissen, GRUR 2015, 436
- Gebühren im patentrechtlichen Verfahren bei Beteiligung mehrerer Personen, GRUR 2015, 1170
- Das reformierte Berufungsverfahren in Nichtigkeitssachen, Mitteilungen der deutschen Patentanwälte 2015, 49